# Cabanes (Alt Empordà)
Cabanes és un municipi de la comarca de l'Alt Empordà, a les Comarques Gironines. És al bell mig de la plana de l'Empordà entre dos rius: la Muga i el Llobregat, cosa que ha comportat unes terres molt fèrtils. És, doncs, un poble majoritàriament agrícola.
Els habitants de Cabanes tenen el sobrenom de potamolls (que significa amb els peus molls), perquè Cabanes està situat en un terreny fàcilment inundable.

## Geografia
- Llista de topònims de Cabanes (Orografia: muntanyes, serres, collades, indrets..; hidrografia: rius, fonts...; edificis: cases, masies, esglésies, etc).

## Història
Es creu que Cabanes es va formar a l'època dels romans, però no se sap del tot cert. El primer esment documentat data de l'any 935 amb el nom de Cabanas, que posteriorment i al llarg dels segles tindrà noms com Sant Vicenti de Cabanis, Cabannas... fins a l'actual Cabanes. Antigament, Cabanes estava situada on hi ha avui el cementiri del poble, però degut a la riuada patida l'any 1421, que destruí el poble de Cabanes i que va causar nombroses víctimes, el poble es va traslladar a l'emplaçament actual.
El poble de Cabanes, des de ja fa molts segles, ha pertanyut al comtat de Peralada, la qual cosa va comportar al segle xi la construcció d'un castell, el castell de Rocabertí, del qual avui en dia resta només una torre en molt bon estat de conservació, que devia ser la torre de l'homenatge de l'antic castell. En bell mig del centre de la vila podem trobar cases datades del 1595 i 1604.

## Demografia
| Entitat de població | Habitants (2023) |
| Cabanes             | 636              |
| les Masies de Dalt  | 121              |
| l'Aigüeta           | 93               |
| el Forn d'en Gestí  | 78               |
| el Pla              | 13               |
| Font: Idescat       |                  |

| 1497 | 1515 | 1553 | 1787 | 1887 | 1900 | 1920 | 1950 | 1970  | 2010 | 2024 |
| 40   | 36   | 42   | 684  | 933  | 862  | 860  | 663  | 1.058 | 915  | 978  |

## Llocs d'interès

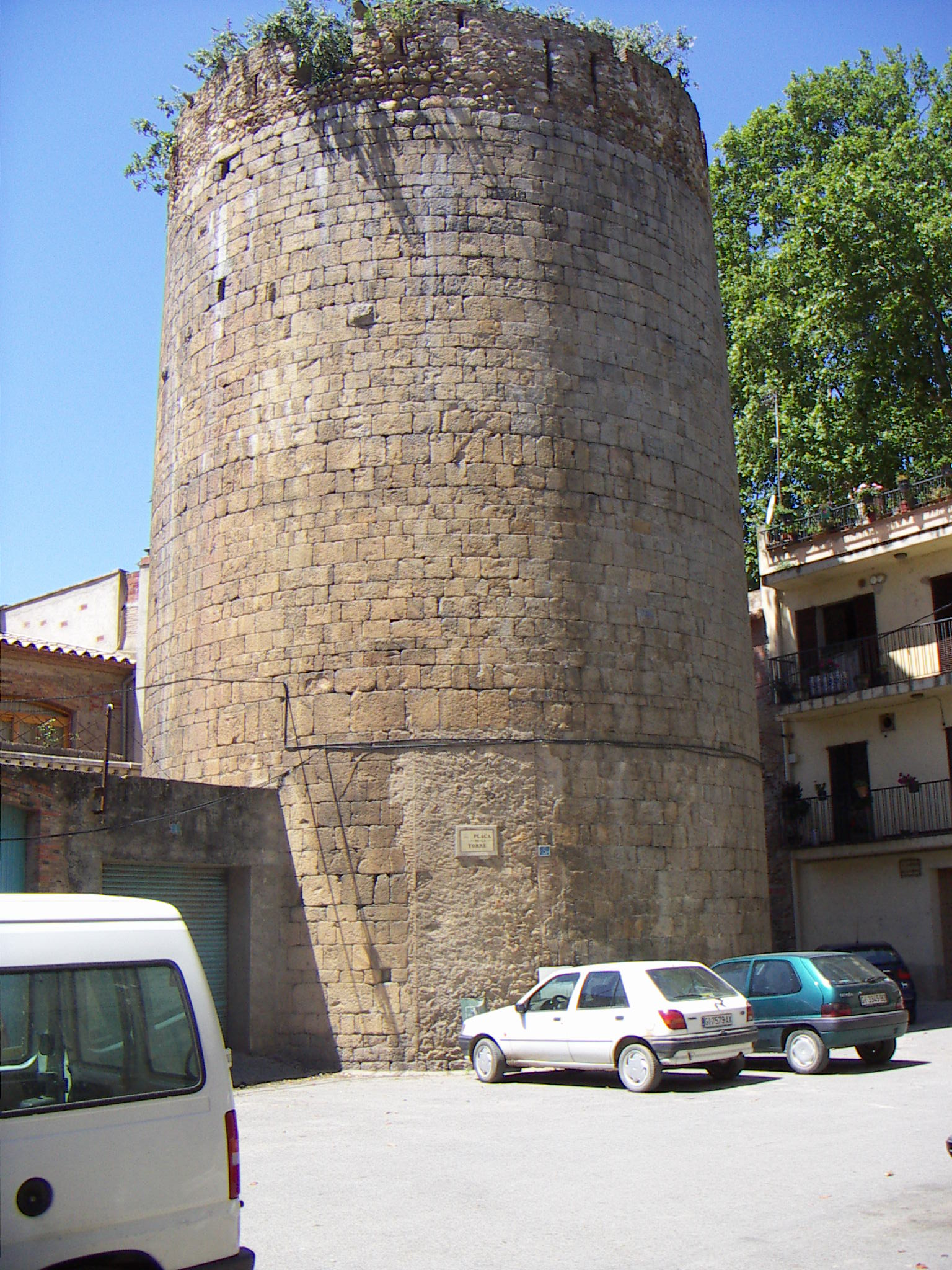
Torre medieval

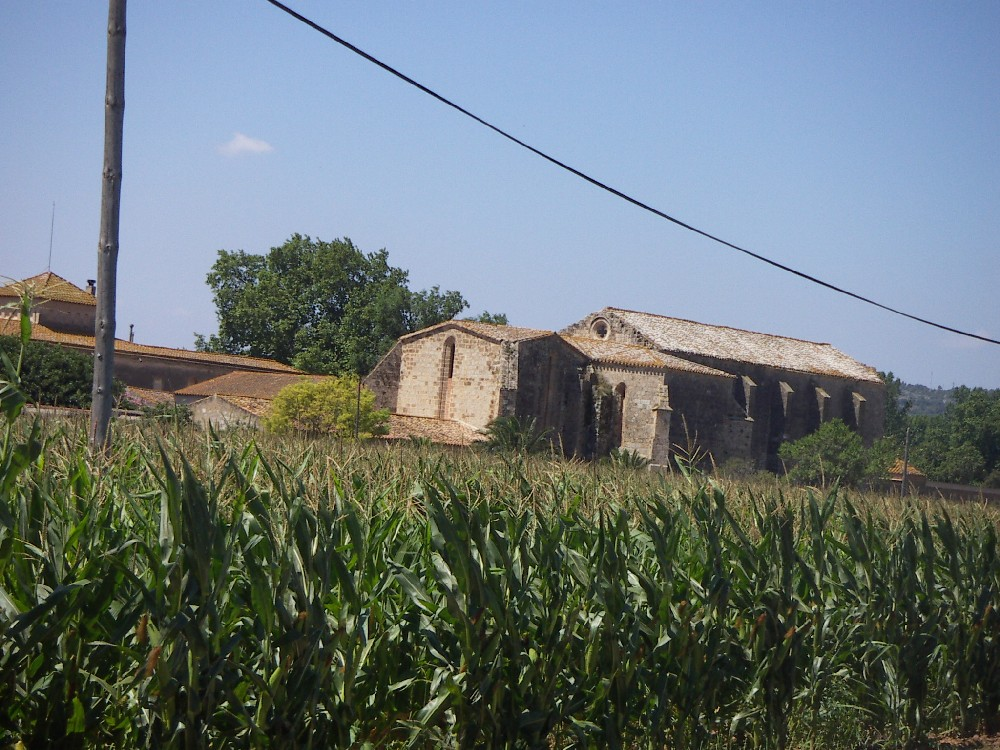
Sant Feliu de Cadins

- Església parroquial de Sant Vicenç, segle XVIII
- Torre medieval, l'únic vestigi que queda de l'antic castell de Cabanes. És una torre cilíndrica d'estil romànic de 10 metres d'altura i murs de 2,60 m de gruix, en molt bon estat de conservació. Està declarada Bé cultural d'interès nacional.
- Monestir de Sant Feliu de Cadins i església d'estil cistercenc dels segles XII - XIII. En l'actualitat és un mas de propietat privada.
- Ermita de Sant Sebastià

## Festes
- 22 de gener: Sant Vicenç. Ve una bona orquestra on toca al Local Social oferint ball i concert. A més a més, també s'organitzen altres tipus d'activitats socials.
- 15 de maig: Sant Isidre. Es representa la tradicional sembra de pinyons.

## Personatges il·lustres
- Josep Llombart i Pagès (1857-1905), creador d'un medicament capaç de curar ferides i cremades[4]
- Eusebi Puig i de Conill (1890-1927), pintor[5]
- Antoni Ribas de Conill (1880-1925), aficionat astrònom que va crear un observatori astronòmic a casa seva, Mas Rivas, anomenat "Observatorio del Muga"[6]
- Guinidilda d'Empúries, esposa de Guifré I el Pelós (840-897)